# بيتر هيرتز
بيتر هيرتز (بالدنماركية: Peter Hertz)‏ هو مؤرخ الفن دنماركي، ولد في 1 يونيو 1874، وتوفي في 26 مارس 1939.